# Max Mutzke

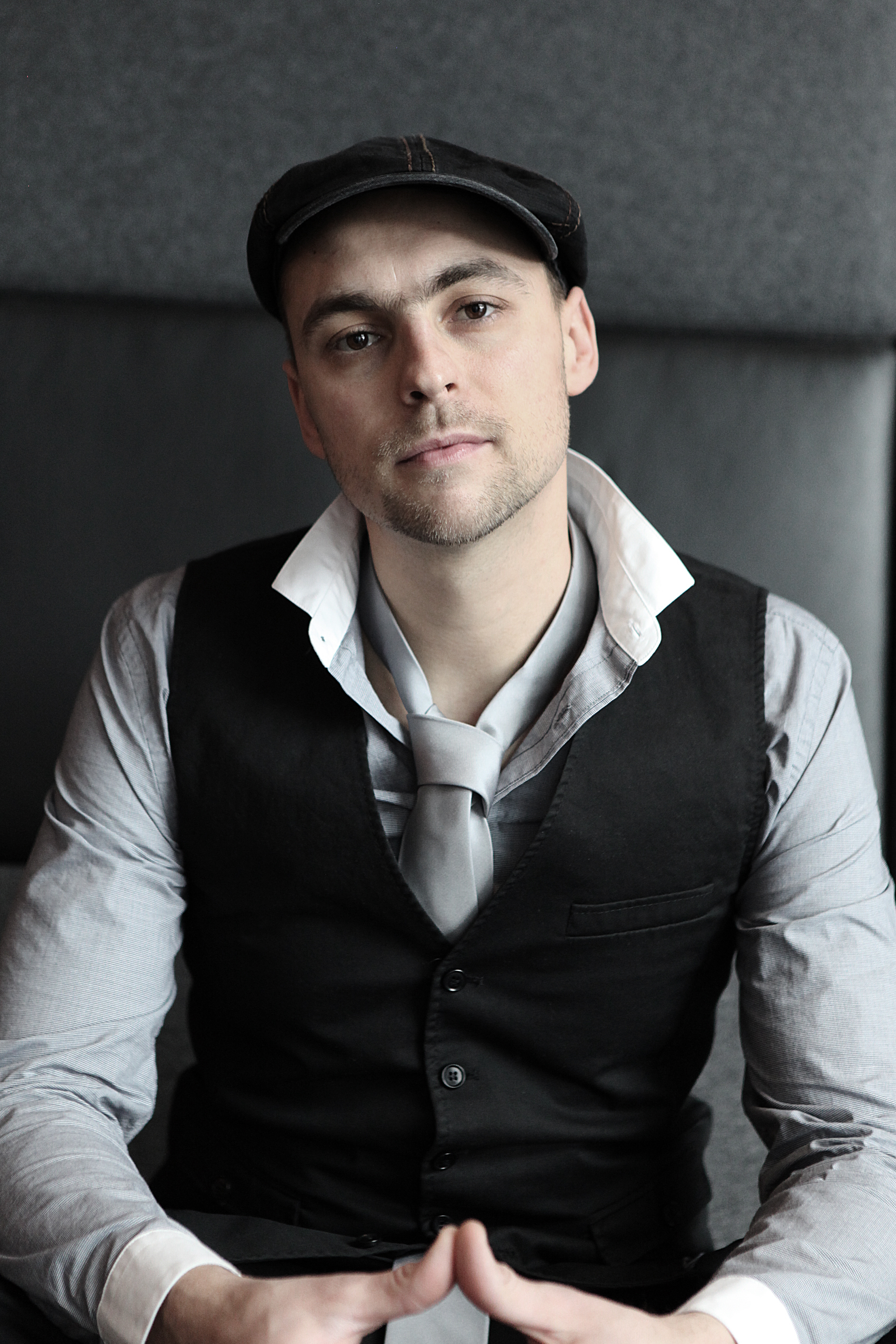
Max Mutzke (2012)

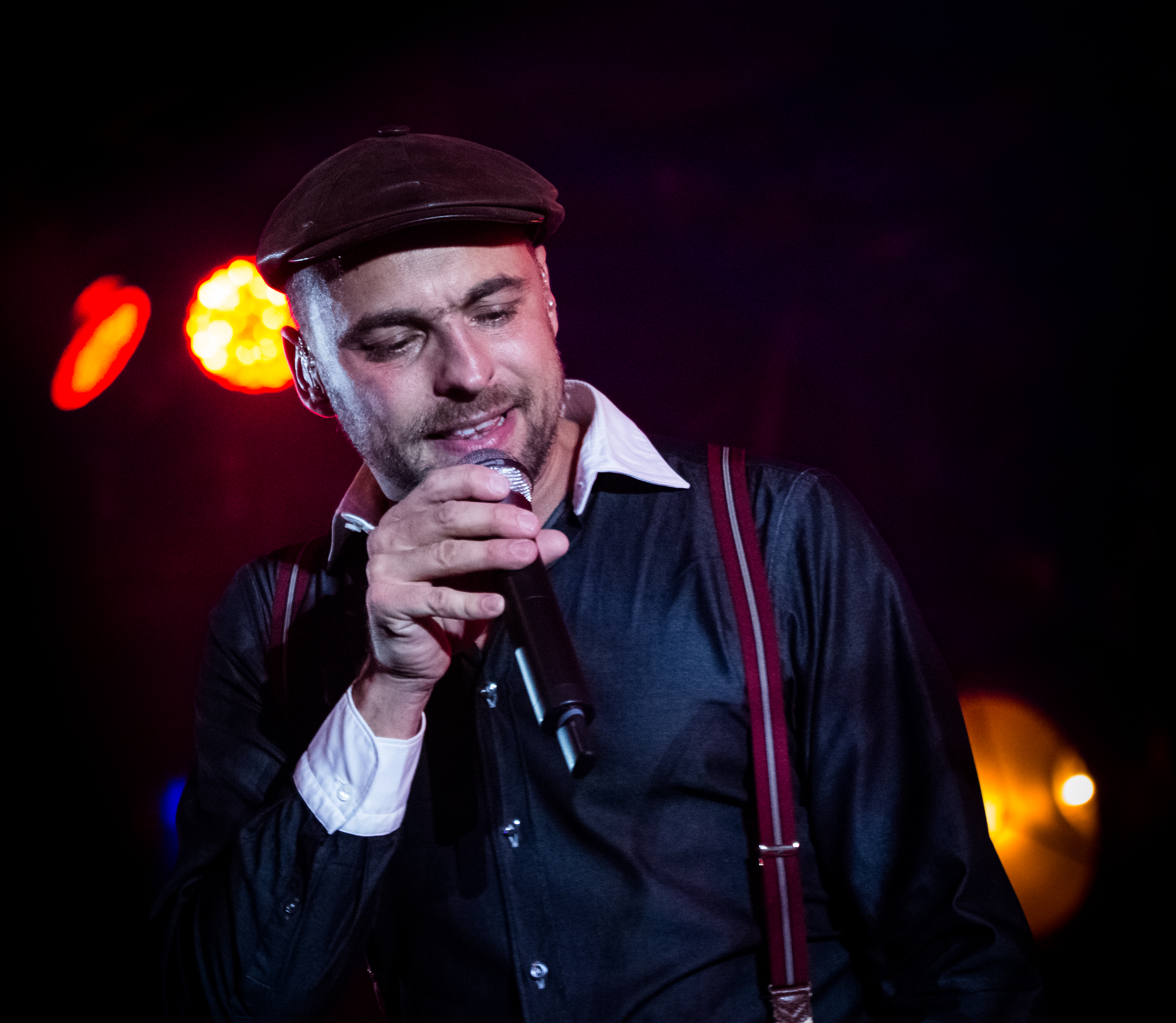
Max Mutzke (2016)

Maximilian Nepomuk „Max“ Mutzke (* 21. Mai 1981 in Waldshut-Tiengen) ist ein deutscher Sänger, Songwriter und Musiker. Er singt sowohl in deutscher als auch in englischer Sprache. Sein Spektrum reicht von Pop und Rock über Soul und Funk bis hin zu Jazz. Er nahm für Deutschland am Eurovision Song Contest 2004 teil und belegte den achten Platz.

## Privates
Mutzke wurde 1981 im südbadischen Waldshut-Tiengen als Sohn einer Schauspielerin und eines Gynäkologen geboren und hat fünf Geschwister. Der Jazztrompeter Menzel Mutzke ist sein Bruder. Mit seiner aus Eritrea stammenden Lebensgefährtin Nazu hat Max Mutzke vier Kinder. Seine Heimat bezeichnete Mutzke als „Bullerbü im Schwarzwald“. In seiner Freizeit engagiert sich Mutzke ehrenamtlich als Fahrer eines Pistenbullys im Loipenzentrum Bernau.
Seine Mutter starb an den Folgen ihrer Alkoholkrankheit. Deshalb engagiert er sich als Schirmherr bei NACOA Deutschland (National Association for Children of Addicts).

## Karriere

### Eurovision Song Contest
Max Mutzke begann seine Gesangskarriere in der Funk-Band Project Five. Seinen Durchbruch hatte er 2004 als Sieger von SSDSGPS (Stefan sucht den Super-Grand-Prix-Star), einer Casting-Show, die Stefan Raab im Rahmen von TV total veranstaltete. In der Finalsendung am 19. Februar 2004 konnte Mutzke die Telefonabstimmung für sich entscheiden und setzte sich gegen die beiden verbliebenen Konkurrentinnen durch. Laut eigener Aussage meldete ihn ein Freund beim Casting an, weil er selbst kein Interesse an großen Casting-Shows wie Deutschland sucht den Superstar hatte.
Mit dem von Raab geschriebenen und produzierten Song Can’t Wait Until Tonight schaffte er den Direkteinstieg auf Platz eins der deutschen Charts. Damit war die Bedingung für eine Teilnahme an der deutschen Vorentscheidung für den Eurovision Song Contest erfüllt, für die eine Platzierung in den Top 40 der Media-Control-Charts vorgegeben war. Dort setzte er sich im März 2004 gegen neun andere Bewerber durch, darunter Sabrina Setlur, Patrick Nuo, Overground, Wonderwall und Laith Al-Deen, die gemeinsam 34 % der Stimmen auf sich vereinigen konnten. Bei der abschließenden Abstimmung der Zuschauer per Telefon und SMS bezwang er Scooter mit einer Stimmenmehrheit von 92,05 % und vertrat am 15. Mai 2004 Deutschland beim Eurovision Song Contest 2004 in Istanbul, wo er den achten Platz belegte.
2010 war er Co-Autor des Songs I Care for You von Jennifer Braun, den sie im Finale von Unser Star für Oslo sang. Im Jahr 2024 nahm Mutzke mit Forever Strong erneut an der deutschen Vorentscheidung zum Eurovision Song Contest 2024 teil und erreichte den zweiten Platz.
Für die deutsche Vorentscheidung zum Eurovision Song Contest 2025 nahm Mutzke erstmals neben Stefan Raab als Gastjuror der Jury teil und beteiligte sich an der ersten Auswahlrunde der Teilnehmer.

### Alben und Tourneen

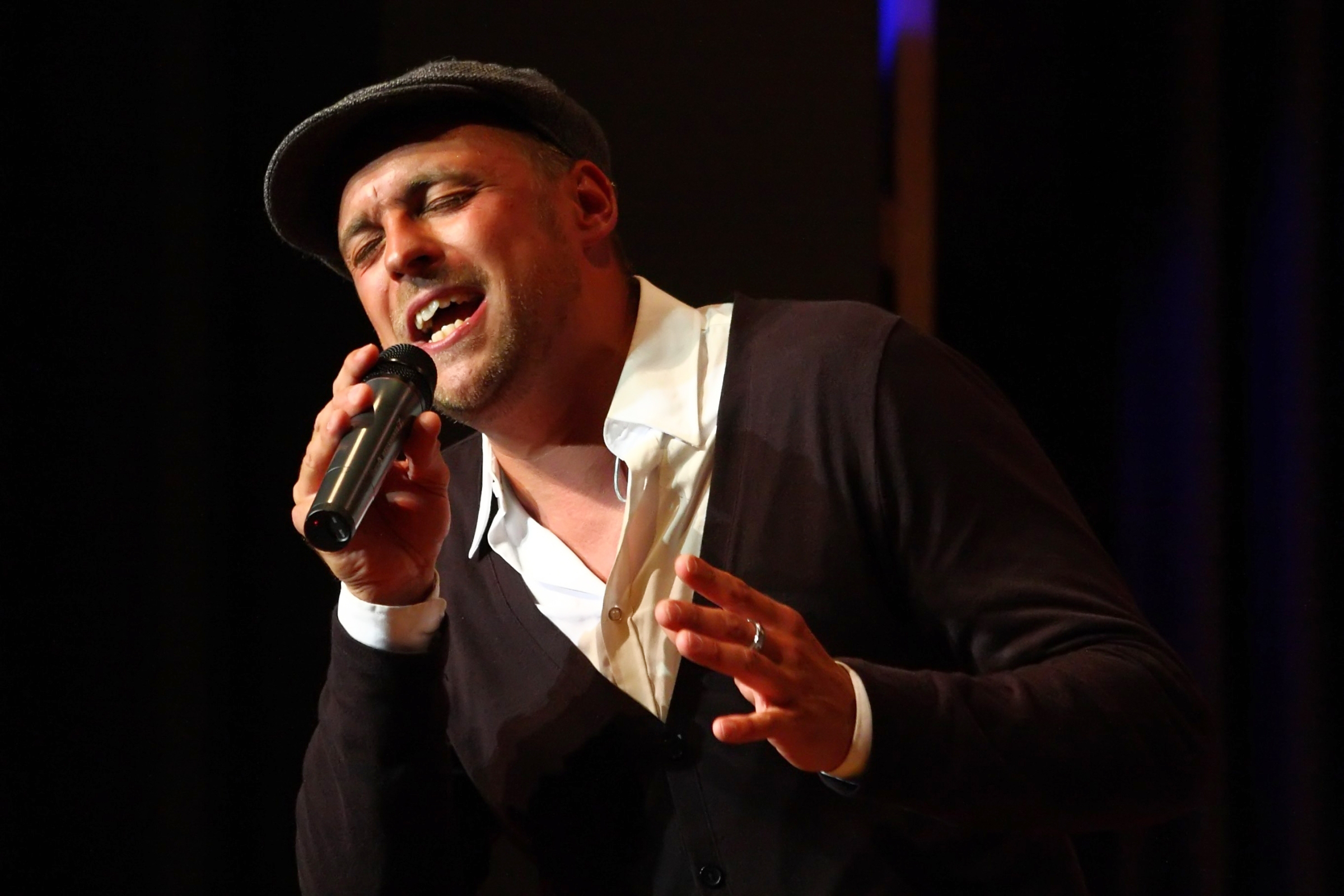
Max Mutzke (2011)

Nach Bestehen des Abiturs am Wirtschaftsgymnasium in Waldshut-Tiengen im Juni 2004 arbeitete Mutzke gemeinsam mit seinem Produzenten Stefan Raab an seinem ersten Album Max Mutzke. Als erste Single wurde im November 2004 Schwarz auf Weiß ausgekoppelt – ein Song, den er bereits 2002 mit seiner Funk-Band Project Five eingespielt hatte und der seiner Freundin gewidmet ist. Das Album erschien im Januar 2005 und stieg auf Platz eins in die deutschen Albumcharts ein. Es hielt sich sechs Wochen lang in den Top Ten. Erste für die Presse arrangierte Konzerte in Köln und Hamburg folgten kurz nach der Veröffentlichung des Albums. Aufgrund der großen Nachfrage gab es in Hamburg noch ein Zusatzkonzert. Von Mai bis Juni 2005 folgte eine Club-Tour mit 22 Auftritten in Deutschland und der Schweiz.
2006 erschien die Single Mein Automobil, die sich unter die Top-30 der Charts platzierte. Im Juni 2007 erschien Mutzkes zweites Album … aus dem Bauch. Die meisten der Songs waren erneut in der Mutzke/Raab-Konstellation geschrieben worden, und das Album wurde von Stefan Raab produziert. Bei diesem Album kamen erstmals Jazz-Einflüsse hinzu, und Mutzke spielte auch zum ersten Mal bei einigen Stücken die Schlagzeug-Parts ein. Im November 2007 erschien die Single Denn es bist du, die Teil des Soundtracks für den Film Lissi und der wilde Kaiser ist.
Im November 2008 erschien Mutzkes Album Black Forest. Für das englischsprachige Album arbeitete Mutzke diesmal mit den Produzenten Michael Kersting und Oliver Rüger zusammen. Die erste Auskopplung Marie erschien zunächst als Downloadtrack sowie im Januar 2009 als Single und erreichte Platz 24 der Charts. Im Dezember 2009 erschien eine Weihnachtsversion des bereits auf dem Album Black Forest veröffentlichten Songs New Day.
Im September 2010 veröffentlichte Mutzke sein viertes Album Home Work Soul. Neben eigenen Kompositionen enthält dieses unter anderem auch Material von Robert Koch, Oli Rüger und vom britischen R&B-Sänger Lemar, der die dazugehörige Single Let It Happen geschrieben hat.
2012 folgte mit Durch Einander ein Jazzalbum, das er mit einem Trio um Roberto Di Gioia, Bassist Andreas Kurz und Wolfgang Haffner sowie Gastmusikern wie Klaus Doldinger, Nils Landgren, Götz Alsmann, Thomas D, Cassandra Steen und Sebastian Studnitzky einspielte. Als Single wurde Sommerregen ausgekoppelt. Für dieses Album, das in den Longplay-Charts Platz 28 erreichte, erhielt er im Mai 2013 einen Jazz-Award in Platin. Im April 2013 erschien bei Sony Music das Album Max Mutzke Live feat. monoPunk.
Sein nächstes Album mit einigen autobiographischen Songs wurde im Juni 2015 veröffentlicht und trägt den Titel MAX. Vorab war mit Welt hinter Glas die erste Singleauskopplung des Albums erschienen.

### Weitere Aktivitäten
- Zusammen mit Stefan Raab und Rick Kavanian sang Mutzke im Rahmen der TV total Stock Car Crash Challenge 2005 als Dicks on Fire den Song I Want Rock. 2007 traten Dicks on Fire zusammen mit der Metalband Rage auf und sangen den Song S.U.P.E.R.B.A.D. Motherfucker.
- 2006 war er im Vorprogramm von Katie Melua auf Tournee.
- 2008 war er einer der Gastsänger auf dem Album Hells Kitchen der Braunschweiger Jazzkantine. Auf dem Album war er mit der AC/DC-Coverversion von Back in Black vertreten.
- 2009 war er als Gaststar mit seinem Song New Day in der Sat.1-Produktion Fröhliche Weihnachten! – mit Wolfgang & Anneliese zu sehen.
- Er arbeitete unter anderem mit Künstlern wie Kim Frank, Diane Weigmann und Laith Al-Deen für das Album Captain’s Club zusammen. Für das Projekt sang er die Lieder Bis ans Ende der Welt und Schön war die Zeit.
- Außerdem war er mit Nach dem Regen auf dem Tribut-Album der Fantastischen Vier vertreten.
- Mutzke ist auch mit Klaus Doldingers Band Passport, der SWR Big Band und der WDR Big Band Köln aufgetreten.
- Sein Song Let It Happen wird als Titellied in der ZDF-Sendung Durchgedreht! verwendet.
- 2014 trat er in der Sendung Dein Song als „Musikpate“ auf und unterstützte Andreas Zöller mit dem Song A Cry in the Night.[15]
- Er nahm am Bundesvision Song Contest 2014 mit dem Song Charlotte für Baden-Württemberg teil.[16]
- 2019 wurde er als „Astronaut“ Sieger der ersten Staffel der ProSieben-Sendung The Masked Singer.
- Er gewann im September 2019 bei Schlag den Star gegen Teddy Teclebrhan.
- Im Mai 2020 nahm er als „Astronaut“ am Free European Song Contest für den „Mond“ teil und belegte den dritten Platz.
- Seit Anfang 2021 moderiert er die Sendung Lebenslieder, die im Ersten ausgestrahlt wird. Mit seiner Band monoPunk singt er Lieder, die in der Biografie seiner Gäste eine Rolle spielen.[17]
- Im Oktober 2021 trat er in der Sat.1-Sendung Die Gegenteilshow an.
- Im Juli 2022 war er in der Sendung Frei Schnauze zu sehen.
- Mutzke war in der dritten Folge der dritten Staffel von Zeig uns Deine Stimme! Teil des Rateteams.

## Diskografie
Studioalben

| Jahr | Titel Musiklabel                       | Höchstplatzierung, Gesamtwochen, AuszeichnungChartplatzierungen (Jahr, Titel, Musiklabel, Platzierungen, Wochen, Auszeichnungen, Anmerkungen) | Höchstplatzierung, Gesamtwochen, AuszeichnungChartplatzierungen (Jahr, Titel, Musiklabel, Platzierungen, Wochen, Auszeichnungen, Anmerkungen) | Höchstplatzierung, Gesamtwochen, AuszeichnungChartplatzierungen (Jahr, Titel, Musiklabel, Platzierungen, Wochen, Auszeichnungen, Anmerkungen) | Anmerkungen                                                 |
| Jahr | Titel Musiklabel                       | DE | AT | CH | Anmerkungen                                                 |
| ---- | -------------------------------------- | --- | --- | --- | ----------------------------------------------------------- |
| 2005 | Max Mutzke Rare (WMG)                  | DE1 Gold · (18 Wo.)DE | AT18 (7 Wo.)AT | CH12 (9 Wo.)CH | Erstveröffentlichung: 7. Januar 2005 Verkäufe: + 100.000    |
| 2007 | … aus dem Bauch Warner Music (WMG)     | DE11 (4 Wo.)DE | AT40 (3 Wo.)AT | CH57 (2 Wo.)CH | Erstveröffentlichung: 8. Juni 2007                          |
| 2008 | Black Forest Warner Music (WMG)        | DE52 (13 Wo.)DE | — | — | Erstveröffentlichung: 28. November 2008                     |
| 2010 | Home Work Soul Warner Music (WMG)      | DE50 (4 Wo.)DE | — | — | Erstveröffentlichung: 24. September 2010                    |
| 2012 | Durch Einander Columbia Records (Sony) | DE28 Platin (German Jazz Award) · (4 Wo.)DE                                                                                                   | AT54 (1 Wo.)AT | — | Erstveröffentlichung: 14. September 2012 Verkäufe: + 20.000 |
| 2015 | Max Columbia Records (Sony)            | DE37 (6 Wo.)DE | — | — | Erstveröffentlichung: 12. Juni 2015                         |
| 2018 | Colors Columbia Records (Sony)         | DE22 (2 Wo.)DE | — | — | Erstveröffentlichung: 28. September 2018                    |
| 2021 | Wunschlos süchtig Polydor (UMG)        | DE24 (3 Wo.)DE | — | — | Erstveröffentlichung: 17. September 2021                    |
| 2024 | XX Virgin Records (UMG)                | DE76 (1 Wo.)DE | — | — | Erstveröffentlichung: 11. Oktober 2024                      |

## Bücher
- mit Laura und Florian Fuchs: Komm mit uns ins Paradies der Träumer. Fischer Sauerländer, Frankfurt am Main 2023, ISBN 978-3-7373-5917-7.
- mit Kira Brück: So viel mehr. Fischer Sauerländer, Erscheinungstermin: 09.10.2024, ISBN 978-3-596-71082-9.[18]

## Auszeichnungen
- 2004: 1 Live Krone für Beste Single (Can’t Wait Until Tonight)
- 2005: Goldene Stimmgabel als Bester Solist
- 2021: Paul-Lincke-Ring
- 2022: Hutträger des Jahres